# 前野まさる
前野 まさる（まえの まさる、1932年 - ）は、日本の建築史家である。東京藝術大学名誉教授。特定非営利活動法人たいとう歴史都市研究会理事長。専門は近代建築史、文化財保存学。本来の表記は「前野嶤（山冠に堯）」だが、「前野まさる」と表記されることが多い。

## 人物
中国長春市に生まれる。引き揚げ後、倉敷市児島で高校までを過ごす。1959年（昭和34年）、東京藝術大学卒業。その後、東京大学大学院数物系研究科に進み、修士課程修了、博士課程中退。1962年、東京藝術大学美術学部建築科非常勤講師、その後、助手、講師、助教授を経て、1987年、教授。2000年（平成12年）、退任、名誉教授。
文化財や町並み保全のための調査や運動への取り組みで知られ、旧東京音楽学校奏楽堂（東京都台東区）や東京駅丸の内駅舎の保存運動など、市民とともに保存運動を重ねるほか、日本イコモス国内委員会委員長、特定非営利活動法人全国町並み保存連盟理事長、赤レンガの東京駅を愛する市民の会事務局長、東京を描く市民の会理事長などを務めた。

## 著書
- 『日本の建築明治大正昭和8 様式美の挽歌』　伊藤三千雄との共著、三省堂、1982年
- 『私たちの世界遺産』 共著（五十嵐敬喜・西村幸夫編著）、公人の友社、2008年